# وشیانی
وشیانی (به لاتین: Všejany) یک منطقهٔ مسکونی در جمهوری چک است که در شهرستان ملادا بولسلاو واقع شده‌است.
 وشیانی ۹٫۴ کیلومتر مربع مساحت و ۶۱۹ نفر جمعیت دارد و ۲۰۰ متر بالاتر از سطح دریا واقع شده‌است.